# Shimizu Toshi
Shimizu Toshi (japanisch 清水 登之; geb. 1. Januar 1887 in der Präfektur Tochigi; gest. 7. Dezember 1945) war ein japanischer Maler der Yōga-Richtung während der Shōwa-Zeit.

## Leben und Werk
Shimizu Toshi wollte ursprünglich Berufssoldat werden, bestand aber die Eignungsprüfung nicht. Daraufhin entschloss er sich, Maler zu werden und reiste dazu im Jahr 1907 in die USA. Dort musste er sich zunächst fünf Jahre durchs Leben schlagen, bis er an ein Institut in Seattle seine Ausbildung beginnen konnte. Nach weiteren fünf Jahren kam er nach New York, wo er sich der Art-Students-League anschloss und Kontakte zu Kuniyoshi Yasuo und Ishigaki Eitarō knüpfen konnte. Sein Lehrer wurde John Sloan, dessen Stil, die amerikanische Szene darzustellen, ihn sehr beeinflusste. So stellte er die Stadtviertel von New York und ihre Bewohner in humoristisch-warmherziger Art dar.
1924 reiste Shimizu nach Frankreich und gewann gleich im selben und in dem folgenden Jahr Preise im Salon d’Automne. Mit dem Bild „Außenbezirk von Toledo (Soldaten und Mönche)“ gewann er einen Preis der Société des Artistes Indépendants. – Nach dreijährigem Aufenthalt in Europa kehrte er 1927 nach Japan zurück und wurde Gründungsmitglied der „Gesellschaft unabhängiger Kunst“ (独立美術協会, Dokuritsu bijutsu kyōkai) und stellte dort regelmäßig aus. – Während des Pazifikkriegs malte er, offensichtlich nach fotografischen Vorlagen, eine Reihe von Kriegsbildern.

## Bilder

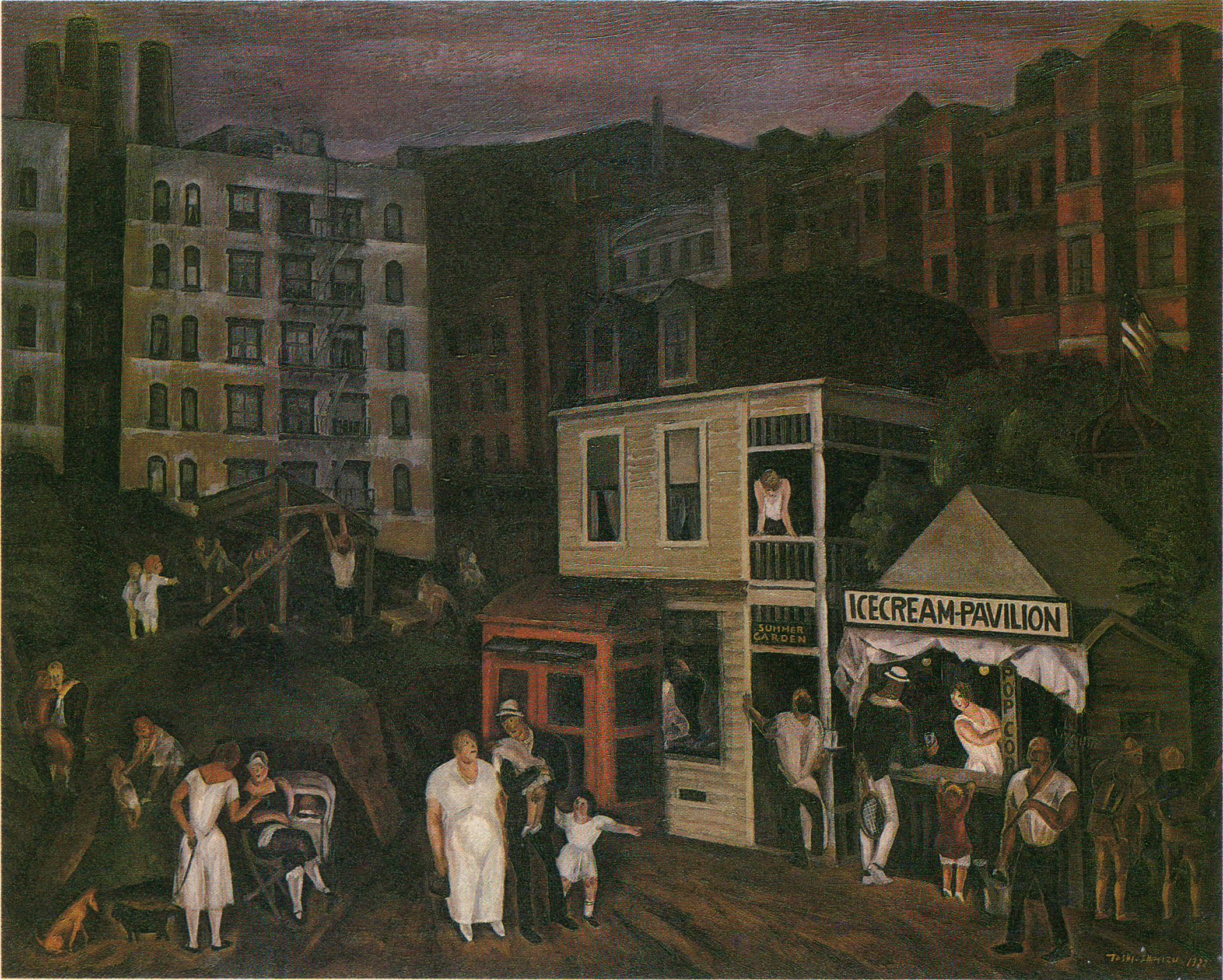
Eiscreme-Pavillon, 1922
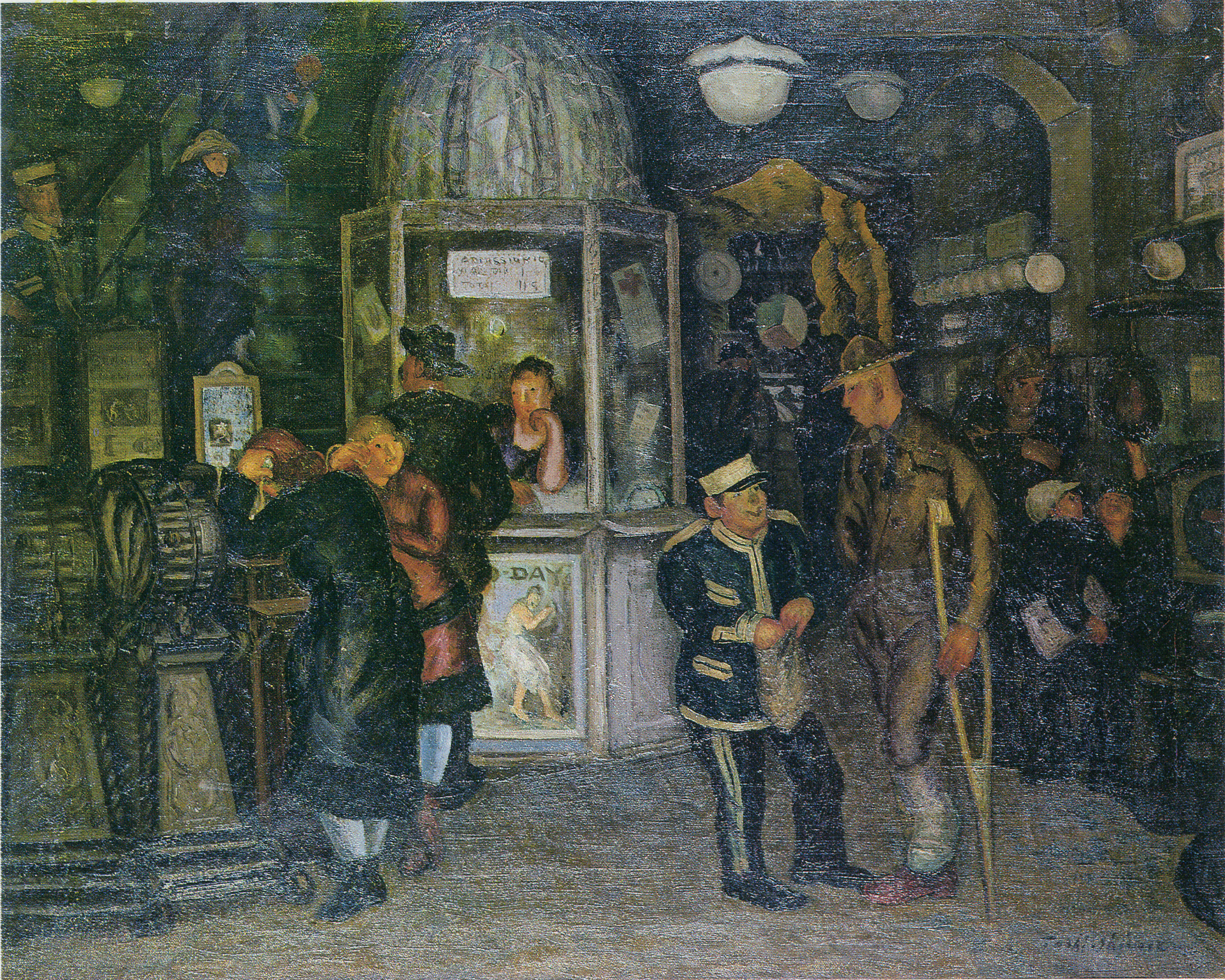
Vor dem Theater, 1922
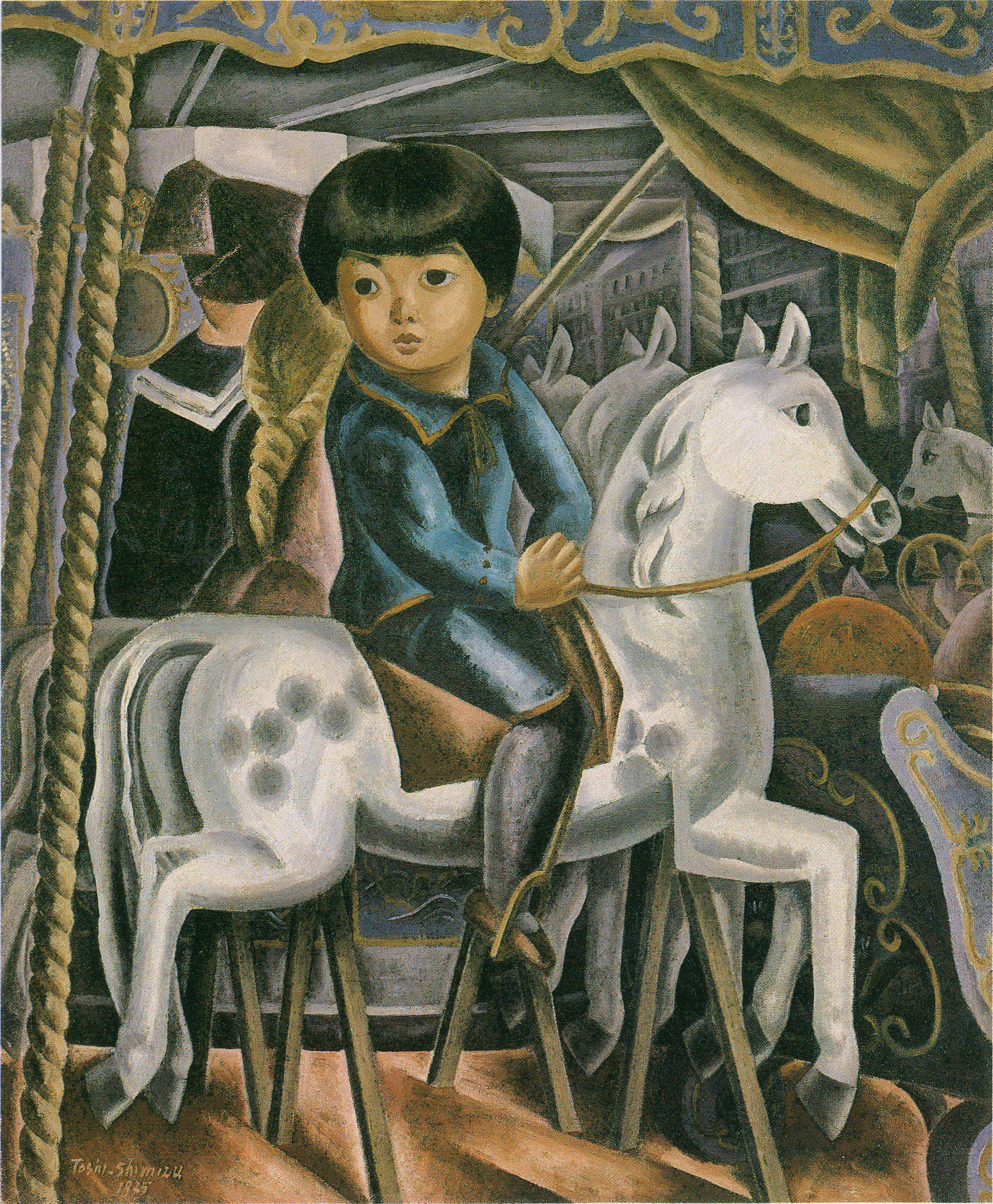
Karussel, 1925
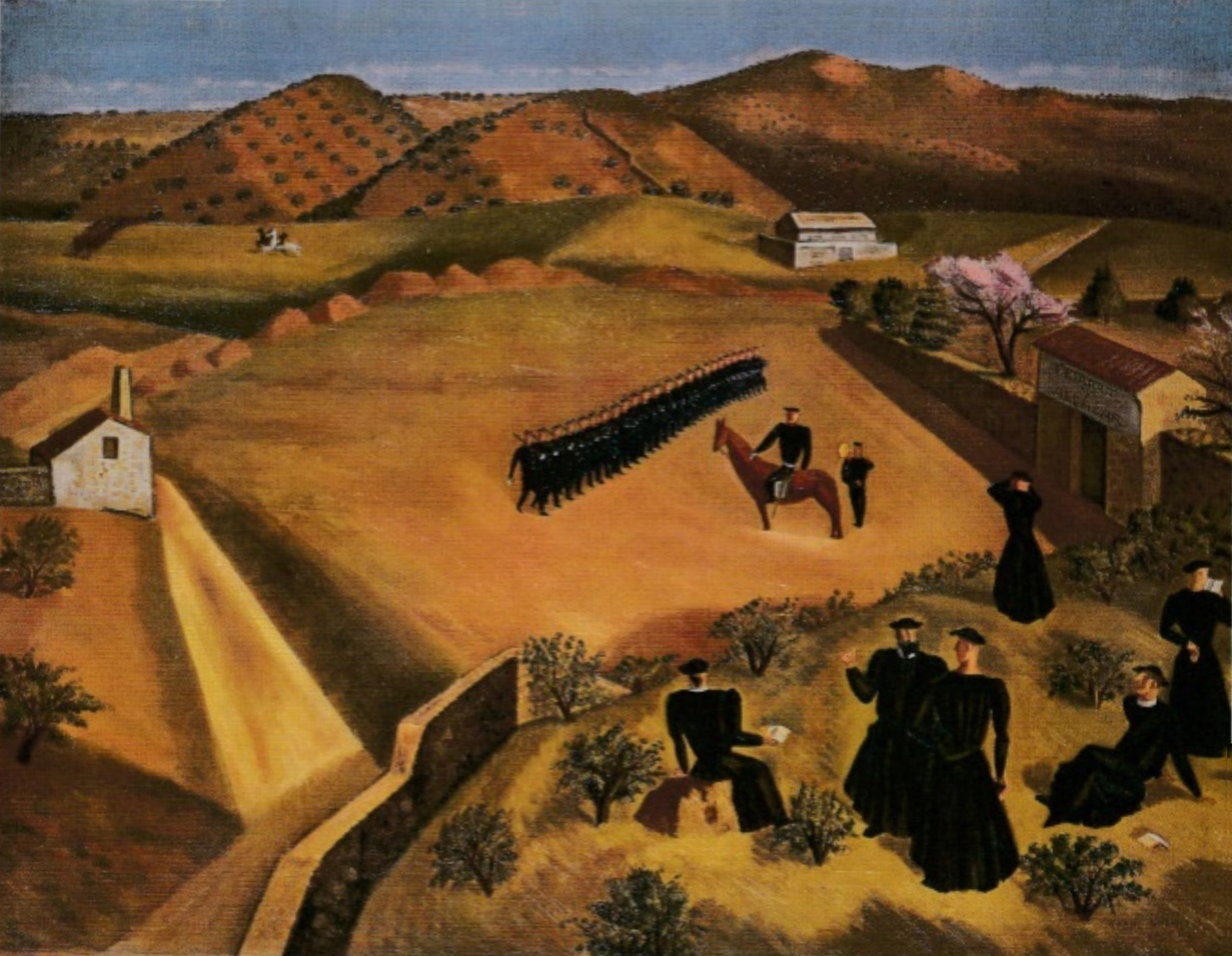
Bei Toledo, Soldaten und Mönche, 1925[A 1]
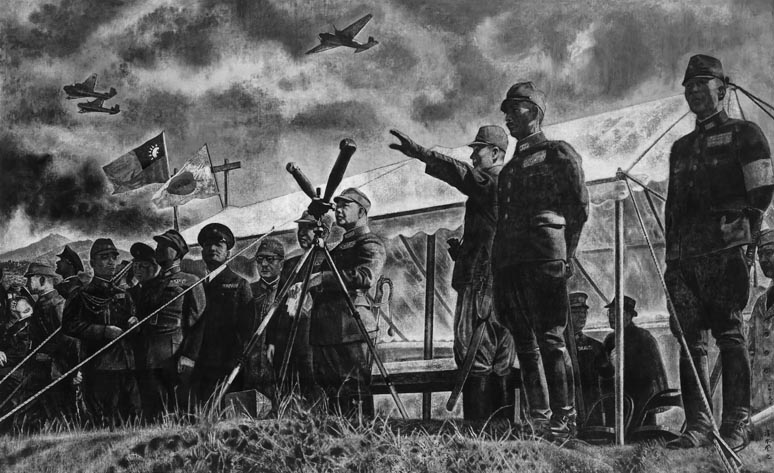
Wang Jingwei besichtigt Truppen, 1944